# Fondation canadienne pour les sciences de l'atmosphère
La Fondation canadienne pour les sciences du climat et de l'atmosphère  (FCSCA) est le principal organisme subventionnaire canadien en recherche universitaire sur le climat, l'atmosphère et en recherche océanique complémentaire. La Fondation a été établie en février 2000 en qualité d'organisme autonome par un accord entre Environnement Canada (ministère canadien de l'environnement) et la Société canadienne de météorologie et d'océanographie (SCMO). Elle accorde des subventions de recherche au moyen d'une procédure fondée sur la compétition (examen par des pairs) à partir d'un budget initial global de 110 millions $CAN remis par le gouvernement fédéral canadien.
La Fondation n’a reçu aucun financement du fédéral depuis 2003 et son mandat conjoint s'est terminé en mars 2011. Cependant, la fondation a continué à fonctionner en distribuant des dons privés.

## Mission
La FCSCA finance la production et la diffusion de connaissances relatives grâce à un soutien ciblé de l'excellence dans la recherche universitaire sur les sciences du climat et de l'atmosphère. Les domaines principaux d'attribution de bourses et subventions sont :
- étude de la climatologie et des conditions météorologiques extrêmes ;
- étude de la qualité de l'air ;
- études des interactions océan-atmosphère ;
- amélioration les prévisions météorologiques ;
- formation des ressources humaines qualifiées ;
- fournir l'information scientifique nécessaire à la prise de décision politique au fédéral et assurer la prestation de services.

## Structure et financement
Le gouvernement du Canada a accordé les crédits qui sont distribués par la FCSCA grâce à son statut d'organisme sans but lucratif obtenu en 2001. La SCMO fournit les membres de l'organisme à même les membres de son propre conseil d'administration et exerce un droit de supervision des activités. En 2011, le gouvernement Harper suspend son financement et la participation de ses ministères à cet organisme.
La Fondation est gérée par un Conseil d'administration dont les membres viennent de tous les secteurs et de toutes les régions du Canada. On y trouve des représentants des universités, des provinces et du secteur privé. Jusqu'en 2011, il y avait des représentants d'Environnement Canada et de Pêches et Océans Canada (actuels ou retirés).  Elle a un secrétariat à Ottawa et cinq employés à temps plein à son service.